# Хмарна брама
Хмарна брама (англ. Cloud Gate) — скульптура британського художника і скульптора Аніша Капура (англ. Anish Kapoor), розташована у відкритому доступі в Міленіум-парку в м.Чикаго.
За задумом творця, ця скульптура повинна нагадувати падаючу краплю ртуті, час зупинився, і блискучий рідкий метал завис за секунду до падіння на землю.
Скульптура була встановлена в період з 2004 по 2006 рік, з тимчасовим відкриттям влітку 2004 року. інша її назва — «Бін» (англ. "біб, квасолина" через бобоподібну форму.
Cloud Gate (Клауд Гейт) складається з 168 гладенько відполірованих пластин з нержавіючої сталі. Її розміри 10 м × 20 м × 13 м, а вага близько 110 тонн. Скульптуру і прилеглу площу іноді називають Брама на AT & T Plaza.
Установка скульптури була пов'язана з величезними труднощами. Після обрання як національного символу парку Міленіум, різні експерти, під час численних експериментів, розрахунків і консультацій, постановили, що дизайн не може бути виконаний технічно.
Проте, з часом, був знайдений спосіб втілити задум Anish Kapoor (Аніша Капура) в життя і, врешті-решт, хоч і з відставанням від графіка, відбулося урочисте відкриття.
Відразу після установки у «Боба» було два серйозні недоліки. По-перше, були видні стики металевих аркушів — протягом 2005 року цю проблему вирішили: робітники попросту заполірували шви до дзеркального блиску.
По-друге, скульптуру не можна було фотографувати. Але ж ця споруда так і проситься в фотоапарат, з нею можна зробити масу ефектних і веселих знімків. Адміністрація парку швидко усвідомила, що ця заборона безглузда, і тепер маса народу стікається до Chicago's Bean з фототехнікою.

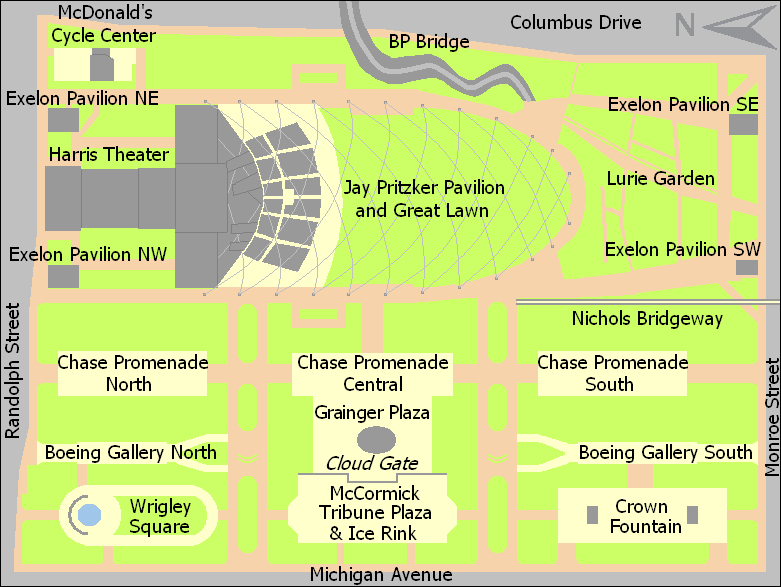
Карта Millennium Park

Скульптура розташована в центральному Millennium Park (Міленіум парку) на площі AT & T Plaza (Ат ендТ Плаза) в Чикаґо, штат Іллінойс, трохи нижче Park Grill (Гриль-парк) і Chase Promenade (Чейз Променад).

## Фільми та ігри
Скульптура Хмарна брама була використана як фон у фільмах, зокрема, у 2006 у голлівудському фільмі «Розлучення по-американськи». Хмарна брама також мала важливе місце у фінальній сцені фільму «Вихідний Код». Скульптура є естетичною прикрасою і символом присяги, яку дають герої фільму, під час поцілунку під ним. Хмарна брама є у відеогрі Watch Dogs від Ubisoft Montreal, яка вийшла 2014 року, що відбувається в Чикаго. На відміну від реальної скульптури, ігрова копія являє собою вигнутий, білий тор.